# لوشچینکا
لوشچینکا (به لاتین: Loshchinka) یک منطقهٔ مسکونی در روسیه است که در یاقوتستان واقع شده‌است.